# Гюффельсгайм
Гюффельсгайм (нім. Hüffelsheim) — громада в Німеччині, розташована в землі Рейнланд-Пфальц. Входить до складу району Бад-Кройцнах. Складова частина об'єднання громад Рюдесгайм.
Площа — 6,55 км2. Населення становить 1304 ос. (станом на 31 грудня 2020).